# هاولاند فيش
هاولاند فيش هو سياسي أمريكي، ولد في ديسمبر 1786، وتوفي في 21 يونيو 1862. انتخب عضو جمعية ولاية نيويورك ‏.